# Granville (Nouvelle-Galles du Sud)

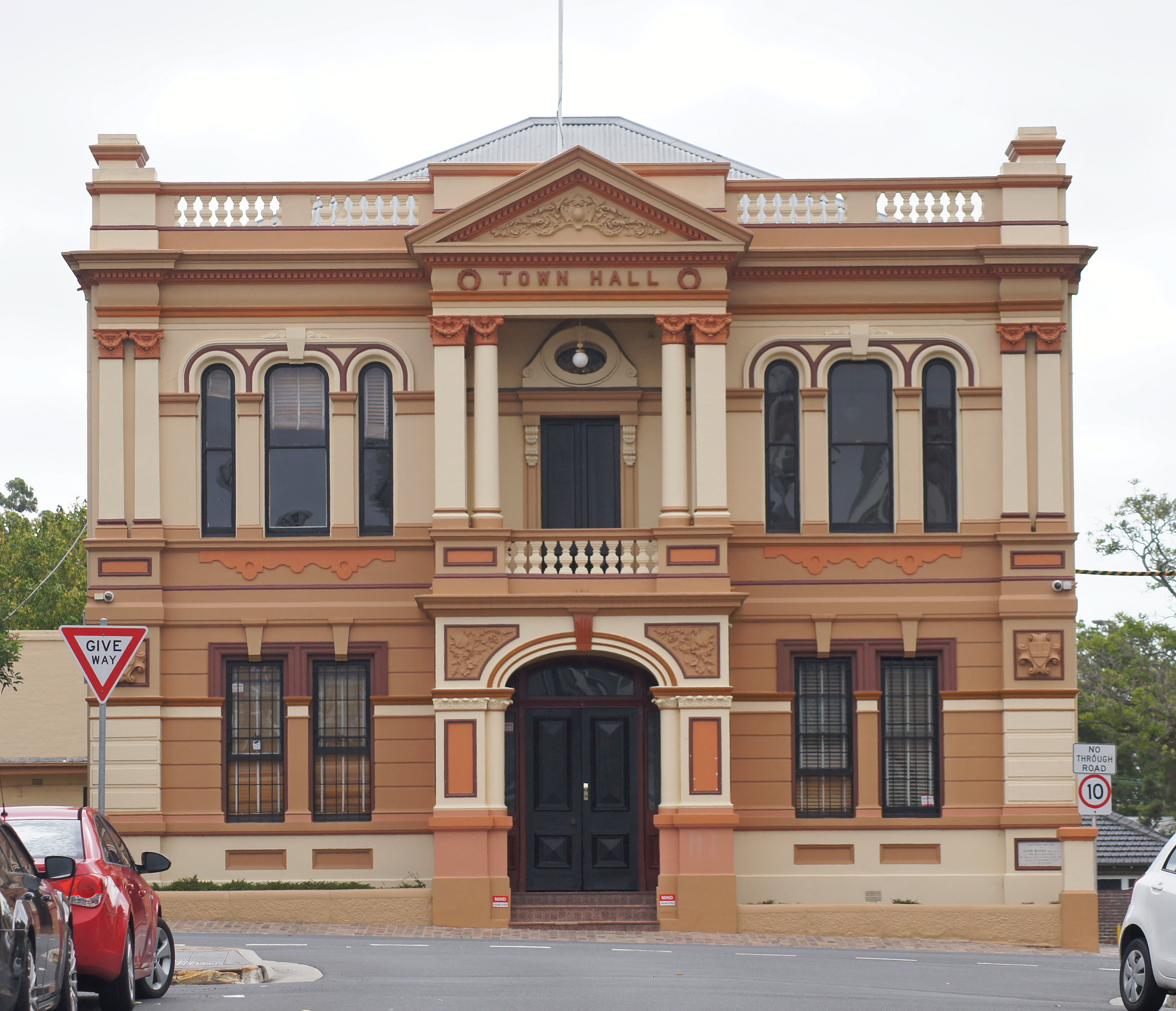
Hôtel de ville de Granville.

Granville est un quartier de Sydney en Nouvelle-Galles du Sud, Australie, situé à 18 km à l'ouest du centre de la ville.
En 1855, le quartier était connu sous le nom de Parramatta Junction, d'après le nom du terminus de la première ligne de tramway de Nouvelle-Galles du Sud. Cette situation a contribué au développement économique de la zone, en attirant les investisseurs et les industries locales.
Le 18 janvier 1977 s'y est produit la catastrophe ferroviaire de Granville, le pire accident de chemin de fer survenu en Australie, ayant causé 83 morts et 213 blessés.